# 藍本あみ
藍本 あみ（あいもと あみ、12月11日 - ）は、日本の女性声優。岐阜県出身。プロダクション・エース所属。

## 来歴
幼い頃声が高く、超音波みたいだということから「ゴルバット」というあだ名でいじられており「声を使う仕事なら一番になれるかも！」と思い、声優を目指した。
専門学校名古屋ビジュアルアーツパフォーミングアーツ学科声優専攻在校中の2018年、テレビアニメ「音楽隊ウィッチーズ」（仮称、後に『連盟空軍航空魔法音楽隊ルミナスウィッチーズ』）出演者オーディションで合格し、リュドミラ・アンドレエヴナ・ルスラノヴァ役でのデビューが決定した。声優としての活動に加えて、2024年9月には豆咲りおと声優アイドルユニットAMiRiONを結成し活動中。

## 人物
特技は家具作り、運動、美味しくご飯を食べること。
趣味はアクセサリー作り、イラスト、裁縫、家具鑑賞、一人旅。
資格は広告美術仕上げ技能士検定3級、レタリング技能検定3級、色彩検定3級、情報技術検定3級、普通自動車運転免許

## 出演
太文はメインキャラクター。

### テレビアニメ
2021年
- 装甲娘戦機（マナ）

2022年
- 賢者の弟子を名乗る賢者（リリカ）
- 連盟空軍航空魔法音楽隊ルミナスウィッチーズ（リュドミラ・アンドレエヴナ・ルスラノヴァ）
- ラブライブ!スーパースター!!

2023年
- 経験済みなキミと、経験ゼロなオレが、お付き合いする話。（女子生徒B）

### OVA
- ラブライブ!虹ヶ咲学園スクールアイドル同好会 NEXT SKY（2023年）

### ゲーム
- 月ウサギのそだてかた（リン（炎））[6]
- The Lord of the Parties（2022年、ピーター[7]）
- メモリーズオフ 双想 〜Not always true〜（2025年、フェルスター・マリー・暁空[8]）

### ラジオ
- カドラジ（HiBiKi Radio Station、2021年10月[9] -2024年3月）
- 竹内順子のTake a chance ラジオ！第1回放送 (2023年12月6日)[10]新人紹介コーナー 、「集英社ダッシュエックス文庫 ボイスドラマ」メイドC

### 舞台・朗読劇
| 作品名                                         | 役名                       | 公演日                                     | 主催                     |
| ---------------------------------------------- | -------------------------- | ------------------------------------------ | ------------------------ |
| VR朗読劇 ｢百合に挟まれてる女って、罪ですか？｣  | チーム リブラン朝川茉優    | 2023年2月24日-2024年5月31日 (販売期間)     | バーチャルリーディング   |
| 舞台「異世界転生したら大恐竜時代でオワタ。」   | ペレカニっぴ               | 2023年12月21日-24日                        | 恐竜擬人化プロジェクト   |
| 朗読劇「美術室に置き去りにされた天使」         | つくし                     | 2024年3月26日-31日 ※出演は28日、29日、31日 | メイホリック             |
| 朗読劇「カラフル」                             | 植田千晴                   | 2024年11月7日-10日 ※出演は7日、8日         | 爆走おとな小学生         |
| 朗読劇「ブレーメンの音楽隊～ビカムアイドル～」 | 犬娘エルザ                 | 2025年3月29日、30日 ※出演は30日            | フェアリーテイルシアター |
| 朗読劇「ハナコトバ-朗-spring bouquet」         | 藍 ※17日ソワレのみ雪嵐葵依 | 2025年4月15日-20日 ※出演は15日、17日、20日 | Daisy times produce      |

### その他
- Cheer球部!（2020年 - 2022年、瑞野磨子[17]）
- 御室ムスメ（2020年、霊山一会[18]）
- コードジェム（2024年6月-、ねん子[19]）
- 声優アイドルユニット「AMiRiON」 [20]（2024年9月-）

## ディスコグラフィ
→AMiRiONでの活動については「AMiRiON」を参照

### キャラクターソング
| 発売日         | 商品名                                                                                          | 歌 | 楽曲                          | 備考 |
| -------------- | ----------------------------------------------------------------------------------------------- | --- | ----------------------------- | --- |
| 2020年8月26日  | Flying Skyhigh                                                                                  | ルミナスウィッチーズ | 「Flying Skyhigh」            | テレビアニメ『連盟空軍航空魔法音楽隊ルミナスウィッチーズ』挿入歌                                                                                      |
| 2020年8月26日  | Flying Skyhigh                                                                                  | ルミナスウィッチーズ | 「Smiling Singing」           | |
| 2020年11月25日 | HIT&CHEER!                                                                                      | Cheer球部！ | 「HIT&CHEER!」                | 『Cheer球部！』関連曲 |
| 2020年12月23日 | 青空ダイブ                                                                                      | ルミナスウィッチーズ | 「青空ダイブ」                | |
| 2020年12月23日 | 青空ダイブ                                                                                      | ルミナスウィッチーズ | 「未来FANFARE」               | |
| 2021年3月31日  | ダイヤみたいなGLORY DAYS                                                                        | Qace | 「ダイヤみたいなGLORY DAYS」  | 『Cheer球部！』関連曲 |
| 2021年6月30日  | 空に誓うから                                                                                    | ルミナスウィッチーズ | 「空に誓うから」              | |
| 2021年6月30日  | 空に誓うから                                                                                    | ルミナスウィッチーズ | 「ONE」                       | |
| 2021年9月29日  | Power of Voice/輝きはここにある                                                                 | Qace | 「Power of Voice」            | 『Cheer球部！』関連曲 |
| 2021年12月22日 | Cheer球部！ユニットミニアルバム                                                                 | HappyHappyHoney | 「レジェンダリー・ハッピー☆」 | 『Cheer球部！』関連曲 |
| 2022年2月25日  | My Shining Light                                                                                | ルミナスウィッチーズ | 「My Shining Light」          | |
| 2022年2月25日  | My Shining Light                                                                                | ルミナスウィッチーズ | 「Luminossense」              | |
| 2022年3月30日  | Cheer球部！トップオブダイヤモンド 2nd Battle CD「薄紅のカノン / アーティスティック☆ドリーマー」 | Qace | 「薄紅のカノン」              | 『Cheer球部！』関連曲 |
| 2022年8月24日  | WONDERFUL WORLD                                                                                 | ルミナスウィッチーズ | 「WONDERFUL WORLD」           | テレビアニメ『連盟空軍航空魔法音楽隊ルミナスウィッチーズ』関連曲 ・オープニングテーマ「WONDERFUL WORLD」 ・エンディングテーマ「わたしとみんなのうた」 |
| 2022年8月24日  | WONDERFUL WORLD                                                                                 | ヴァージニア・ロバートソン（鳴海まい）、リュドミラ・アンドレエヴナ・ルスラノヴァ（藍本あみ）、アイラ・ペイヴィッキ・リンナマー（真宮涼） | 「優しい明かり ep3」          | テレビアニメ『連盟空軍航空魔法音楽隊ルミナスウィッチーズ』関連曲 ・オープニングテーマ「WONDERFUL WORLD」 ・エンディングテーマ「わたしとみんなのうた」 |
| 2022年8月24日  | WONDERFUL WORLD                                                                                 | リュドミラ・アンドレエヴナ・ルスラノヴァ（藍本あみ）、アイラ・ペイヴィッキ・リンナマー（真宮涼） | 「わたしとみんなのうた ep3」  | テレビアニメ『連盟空軍航空魔法音楽隊ルミナスウィッチーズ』関連曲 ・オープニングテーマ「WONDERFUL WORLD」 ・エンディングテーマ「わたしとみんなのうた」 |
| 2022年8月24日  | わたしとみんなのうた                                                                            | ルミナスウィッチーズ | 「わたしとみんなのうた」      | テレビアニメ『連盟空軍航空魔法音楽隊ルミナスウィッチーズ』関連曲 ・オープニングテーマ「WONDERFUL WORLD」 ・エンディングテーマ「わたしとみんなのうた」 |
| 2022年8月24日  | わたしとみんなのうた                                                                            | ヴァージニア・ロバートソン（鳴海まい）、渋谷いのり（細川美菜子）、リュドミラ・アンドレエヴナ・ルスラノヴァ（藍本あみ）、マリア・マグダレーネ・ディートリヒ（古仲可奈）、マナイア・マタワウラ・ハト（結木美咲）、シルヴィ・カリエッロ（吉北梨乃）、ジョアンナ・エリザベス・スタッフォード（豆咲りお） | 「永久の寄す処 ep2」          | テレビアニメ『連盟空軍航空魔法音楽隊ルミナスウィッチーズ』関連曲 ・オープニングテーマ「WONDERFUL WORLD」 ・エンディングテーマ「わたしとみんなのうた」 |
| 2022年9月28日  | TVアニメ「ルミナスウィッチーズ」キャラクターソングCD 1                                          | ルミナスウィッチーズ | 「歌を歌おう」                | テレビアニメ『連盟空軍航空魔法音楽隊ルミナスウィッチーズ』関連曲 ・オープニングテーマ「WONDERFUL WORLD」 ・エンディングテーマ「わたしとみんなのうた」 |
| 2022年9月28日  | TVアニメ「ルミナスウィッチーズ」キャラクターソングCD 1                                          | ヴァージニア・ロバートソン（鳴海まい）、渋谷いのり（細川美菜子）、リュドミラ・アンドレエヴナ・ルスラノヴァ（藍本あみ）、マリア・マグダレーネ・ディートリヒ（古仲可奈）、マナイア・マタワウラ・ハト（結木美咲）、シルヴィ・カリエッロ（吉北梨乃）、ジョアンナ・エリザベス・スタッフォード（豆咲りお） | 「故郷の空」                  | テレビアニメ『連盟空軍航空魔法音楽隊ルミナスウィッチーズ』関連曲 ・オープニングテーマ「WONDERFUL WORLD」 ・エンディングテーマ「わたしとみんなのうた」 |
| 2022年9月28日  | TVアニメ「ルミナスウィッチーズ」キャラクターソングCD 2                                          | ルミナスウィッチーズ | 「星と共に」                  | テレビアニメ『連盟空軍航空魔法音楽隊ルミナスウィッチーズ』関連曲 ・オープニングテーマ「WONDERFUL WORLD」 ・エンディングテーマ「わたしとみんなのうた」 |
| 2022年9月28日  | TVアニメ「ルミナスウィッチーズ」キャラクターソングCD 2                                          | ヴァージニア・ロバートソン（鳴海まい）、渋谷いのり（細川美菜子）、リュドミラ・アンドレエヴナ・ルスラノヴァ（藍本あみ） | 「太陽の理由」                | テレビアニメ『連盟空軍航空魔法音楽隊ルミナスウィッチーズ』関連曲 ・オープニングテーマ「WONDERFUL WORLD」 ・エンディングテーマ「わたしとみんなのうた」 |
| 2022年9月28日  | TVアニメ「ルミナスウィッチーズ」キャラクターソングCD 2                                          | リュドミラ・アンドレエヴナ・ルスラノヴァ（藍本あみ）、アイラ・ペイヴィッキ・リンナマー（真宮涼） | 「あの日々を忘れない duet」   | テレビアニメ『連盟空軍航空魔法音楽隊ルミナスウィッチーズ』関連曲 ・オープニングテーマ「WONDERFUL WORLD」 ・エンディングテーマ「わたしとみんなのうた」 |
| 2022年9月28日  | TVアニメ「ルミナスウィッチーズ」キャラクターソングCD 2                                          | ヴァージニア・ロバートソン（鳴海まい）、渋谷いのり（細川美菜子）、リュドミラ・アンドレエヴナ・ルスラノヴァ（藍本あみ） | 「わたしとみんなのうた ep7 」 | テレビアニメ『連盟空軍航空魔法音楽隊ルミナスウィッチーズ』関連曲 ・オープニングテーマ「WONDERFUL WORLD」 ・エンディングテーマ「わたしとみんなのうた」 |
| 2022年9月28日  | TVアニメ「ルミナスウィッチーズ」キャラクターソングCD 2                                          | リュドミラ・アンドレエヴナ・ルスラノヴァ（藍本あみ） | 「あの日々を忘れない」        | テレビアニメ『連盟空軍航空魔法音楽隊ルミナスウィッチーズ』関連曲 ・オープニングテーマ「WONDERFUL WORLD」 ・エンディングテーマ「わたしとみんなのうた」 |
| 2022年9月28日  | TVアニメ「ルミナスウィッチーズ」キャラクターソングCD 3                                          | ルミナスウィッチーズ | 「みんなの世界」              | テレビアニメ『連盟空軍航空魔法音楽隊ルミナスウィッチーズ』関連曲 ・オープニングテーマ「WONDERFUL WORLD」 ・エンディングテーマ「わたしとみんなのうた」 |
| 2022年9月28日  | TVアニメ「ルミナスウィッチーズ」キャラクターソングCD 3                                          | ルミナスウィッチーズ | 「歌を歌おう finale」         | テレビアニメ『連盟空軍航空魔法音楽隊ルミナスウィッチーズ』関連曲 ・オープニングテーマ「WONDERFUL WORLD」 ・エンディングテーマ「わたしとみんなのうた」 |
| 2024年7月8日   | Road to Miracle                                                                                 | ルミナスウィッチーズ | 「Road to Miracle」           | |
| 2024年7月8日   | 大切なあなたへ                                                                                  | ルミナスウィッチーズ | 「大切なあなたへ」            | |

### ユニットメンバー
1. 1 2  ヴァージニア・ロバートソン（鳴海まい）、渋谷いのり（細川美菜子）、リュドミラ・アンドレエヴナ・ルスラノヴァ（藍本あみ）、アイラ・ペイヴィッキ・リンナマー（真宮涼）、エレオノール・ジョヴァンナ・ガション（都月彩楓）、マリア・マグダレーネ・ディートリヒ（花江もも）、マナイア・マタワウラ・ハト（結木美咲）、シルヴィ・カリエッロ（琴坂みう）、ジョアンナ・エリザベス・スタッフォード（橘きょう）
2. 1 2  援川千明（伊藤梨花子）、春原珠希（田中有紀）、水城アリサ（須藤叶希）、古村伊織（飯野美紗子）、川端華（鈴木陽斗実）、長宮小町（神戸光歩）、真田歩（片平美那）、入野沢さくら（岩淵桃音）、山科ほたる（古川未央那）、瑞野磨子（藍本あみ）
3. ↑  ヴァージニア・ロバートソン（鳴海まい）、渋谷いのり（細川美菜子）、リュドミラ・アンドレエヴナ・ルスラノヴァ（藍本あみ）、アイラ・ペイヴィッキ・リンナマー（真宮涼）、エレオノール・ジョヴァンナ・ガション（都月彩楓）、マリア・マグダレーネ・ディートリヒ（古仲可奈）、マナイア・マタワウラ・ハト（結木美咲）、シルヴィ・カリエッロ（琴坂みう）、ジョアンナ・エリザベス・スタッフォード（橘きょう）
4. 1 2  援川千明（伊藤梨花子）、春原珠希（田中有紀）、水城アリサ（須藤叶希）、古村伊織（飯野美紗子）、川端華（戸張琴子）、長宮小町（神戸光歩）、真田歩（片平美那）、入野沢さくら（逢来りん）、山科ほたる（古川未央那）、瑞野磨子（藍本あみ）
5. ↑  真田歩（片平美那）、援川千明（伊藤梨花子）、長宮小町（神戸光歩）、瑞野磨子（藍本あみ）
6. 1 2 3 4 5 6 7 8  ヴァージニア・ロバートソン（鳴海まい）、渋谷いのり（細川美菜子）、リュドミラ・アンドレエヴナ・ルスラノヴァ（藍本あみ）、アイラ・ペイヴィッキ・リンナマー（真宮涼）、エレオノール・ジョヴァンナ・ガション（都月彩楓）、マリア・マグダレーネ・ディートリヒ（古仲可奈）、マナイア・マタワウラ・ハト（結木美咲）、シルヴィ・カリエッロ（吉北梨乃）、ジョアンナ・エリザベス・スタッフォード（豆咲りお）